# 27984 Герміонафранц
27984 Герміонафранц (27984 Herminefranz) — астероїд головного поясу, відкритий 1 листопада 1997 року.
Тіссеранів параметр щодо Юпітера — 3,317.